# John Shadden
John Shadden, född den 10 maj 1963 i Long Beach, Kalifornien, är en amerikansk seglare.
Han tog OS-brons i 470 i samband med de olympiska seglingstävlingarna 1988 i Seoul.